# صالحية (درونة)
صالحیة (بالفارسية: صالحیه) هي قرية تقع في إيران في قسم درونة الريفي. يقدر عدد سكانها بـ 206 نسمة بحسب إحصاء 2016.